# Шапка

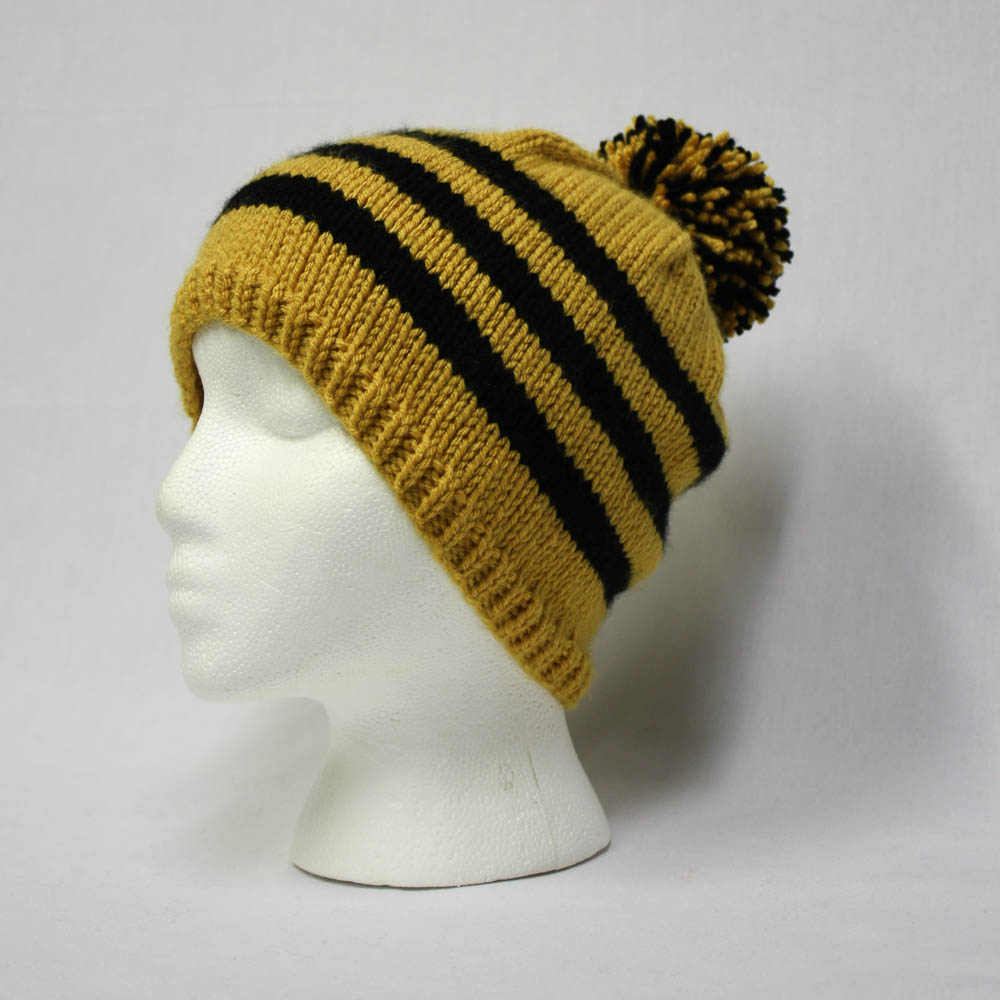
Шапка з помпоном

Ша́пка (від лат. cappa — «головний убір») — головний убір, переважно без крисів, м'який і теплий. У Східній Європі — зазвичай з хутра.

## Україна
В Україні чоловіки з давніх часів носили хутряні шапки: баранячі, або ягнячі, з видри, зайця, з куниці. В період козаччини шапка була одною з основних частин чоловічого одягу не тільки зимою, а й влітку.
У сполученні «Червона шапка» раніше вживалося для позначення розсильного.